# Apple Creek (Cape Girardeau County, Missouri)
Apple Creek ist eine kleine Siedlung im Cape Girardeau County im Südosten des  US-amerikanischen Bundesstaates Missouri. Der Ort liegt in der Apple Creek Township und gehört als Unincorporated Community keiner Gemeinde an. Das U.S. Census Bureau hat bei der Volkszählung 2020 eine Einwohnerzahl von 2.096 ermittelt.

## Geografie
Apple Creek liegt im Norden des Cape Girardeau County auf 37°34′54″ nördlicher Breite und 89°44′16″ westlicher Länge. Der Mississippi, der die Grenze zu Illinois bildet, liegt rund 20 km östlich. Die Grenze zu Arkansas befindet sich rund 160 km südlich.
Benachbarte Orte von Apple Creek sind der gleichnamige Ort im benachbarten Perry County (6,9 km nördlich), Old Appleton (3,8 km nordöstlich), Oak Ridge (10,4 km südlich), Friedheim (8,7 km westsüdwestlich) und Biehle (15 km nordwestlich).
Die nächstgelegenen größeren Städte sind St. Louis (150 km nördlich), Nashville in Tennessee (386 km südöstlich) und Memphis (311 km südlich).

## Verkehr
Der State Highway KK, der die wenige Kilometer westlich des Ortes verlaufende Interstate 55 mit Old Appleton verbindet, bildet die Hauptstraße von Apple Creek. Daneben existieren noch eine Reihe unbefestigter Fahrwege und innerörtlicher Verbindungsstraßen.
Mit dem Cape Girardeau Regional Airport befindet sich 46,2 km südlich von Apple Creek ein kleiner Regionalflughafen. Der 168 km nordnordwestlich gelegene Lambert-Saint Louis International Airport ist der nächste Großflughafen.